# Hans-Peter Portmann
Hans-Peter Portmann (Bülach, 22 febbraio 1963) è un banchiere e politico svizzero del PLR.I Liberali Radicali (PLR), e precedentemente del Partito Liberale Radicale. Dal 2014 è membro del Consiglio nazionale per il Canton Zurigo.

## Biografia
Fece parte del Gran Consiglio del Canton Zurigo dal maggio 1995 al maggio 2014. Presentatosi alle elezioni federali del 2011 come candidato al Consiglio nazionale per il Canton Zurigo, risultò il primo dei non eletti della sua lista con 56 968 preferenze. Entrò comunque in Consiglio nazionale a giugno 2014 a seguito delle dimissioni del collega di partito Filippo Leutenegger.
Alle elezioni federali del 2015 venne confermato con 82 395 preferenze, risultando il ventiquattresimo candidato più votato del cantone. Fu anche rieletto nel 2019 con 66 673 preferenze (ventiseiesimo più votato) e nel 2023 con 70 345 preferenze (ventitreesimo più votato).